# Мактан
Мактан (таг. и англ. Mactan) — остров в филиппинской провинции Себу, входит в группу Висайских островов. Расположен неподалёку от острова Себу напротив города Себу.
Административно делится на город Лапу-Лапу и муниципалитет Кордова.

## История
На Мактане в 1521 году произошло сражение между испанцами из экспедиции Фернана Магеллана и местным населением под руководством Лапу-Лапу, в ходе которого Магеллан был убит.

## Промышленность и экономика
На Мактане расположена фабрика по производству гитар.

## Транспорт
Мактан соединён с островом Себу двумя мостами.
На Мактане находится международный аэропорт Себу-Мактан, второй по величине аэропорт Филиппин.

## Туризм
Мактан известен, как объект туризма, имеет сравнительно развитую сеть отелей и развлекательные учреждения. У берегов Мактана находится несколько популярных дайв-сайтов.